# Clásica de Ordizia
La Clásica de Ordizia (oficialmente: Prueba Villafranca-Ordiziako Klasika) es una prueba ciclista de un día que se disputa en la localidad de guipúzcoana de Ordizia (País Vasco, España) y sus alrededores, a finales del mes de julio.
Nació en el año 1922 como amateur, siendo la segunda carrera en España en disputarse, por detrás de la Volta a Cataluña, y la primera de un día. Desde 1925 empezó a ser profesional. Solo ha tenido un parón de dos años debido a la guerra civil española. Desde la creación de los Circuitos Continentales UCI en 2005 forma parte del UCI Europe Tour, dentro de la categoría de 1.1.
Su recorrido desde el 2007 es similar todos los años: cinco vueltas a un circuito de unos 30 km, con inicio y final en Villafranca de Ordicia, en el que se pasa por los altos de Abalcisqueta y Alzo (catalogados de 3.ª categoría) y a unos 10 km después de coronar este último la llegada a Ordizia. Las primeras ediciones en el que hizo dicho recorrido las tres primeras vueltas no se subía a Alzo aunque a pesar de ello el kilometraje de esas vueltas era similar (en torno a los 166 km). En 2014 se incluyó el alto Gaintza -el mismo que se ascendió en la 1.ª etapa de la Vuelta al País Vasco 2014- a 6 km de la llegada que situó el recorrido en 168 km.
Está organizada por la A. D. Txapel Gorri.

## Palmarés
| Año                                                              | Ganador                      | Segundo                     | Tercero                     |
| ---------------------------------------------------------------- | ---------------------------- | --------------------------- | --------------------------- |
| ediciones amateur                                                |                              |                             |                             |
| 1922                                                             | Francisco Sarasola           |                             |                             |
| 1923                                                             | Joaquim Lete                 | Jesús Maiza                 | Ramon Loidi                 |
| 1924                                                             | Cesareo Sarduy               |                             |                             |
| ediciones profesionales                                          |                              |                             |                             |
| 1925                                                             | Esteban Zubiaurre            | José Gurruchaga             | Benito Ayastuy              |
| 1926                                                             | Lucas Jauregui               | Francisco Cepeda            | Andrés Arriaga              |
| 1927                                                             | Ricardo Montero              | Telmo García                | Enrique Aguirre             |
| 1928                                                             | Miguel Mucio                 | Manuel López                | Ricardo Montero             |
| 1929                                                             | Juan Valderrey               |                             |                             |
| 1930                                                             | Ricardo Montero              | Juan Valderrey              | Federico Ezquerra           |
| 1931                                                             | Ricardo Montero              | Francisco Cepeda            | Eusebio Bastida             |
| 1932                                                             | Ricardo Montero              | Federico Ezquerra           | Jesús Dermit                |
| 1933                                                             | Salvador Cardona             | Mariano Cañardo             | Ricardo Montero             |
| 1934                                                             | Emiliano Álvarez             | Fermín Trueba               | Vicente Carretero           |
| 1935                                                             | Ricardo Montero              | Salvador Molina             | Antonio Escuriet            |
| 1936-1937 edición no realizada debido a la Guerra Civil Española |                              |                             |                             |
| 1938                                                             | Federico Ezquerra            | Jesús Dermit                | Antonio Ugarteburu          |
| 1939                                                             | José Félix Ezcauriaza        | Federico Ezquerra           | Antonio Ugarteburu          |
| 1940                                                             | Federico Ezquerra            | Antonio Ugarteburu          | José Félix Ezcauriaza       |
| 1941                                                             | Martín Mancisidor            | Enrique Torres              | Carmelo Elgarresta          |
| 1942                                                             | Félix Vidaurreta             | Ángel Puente                | Francisco Expósito          |
| 1943                                                             | Martín Mancisidor            | Miguel Lizarazu             | Cipriano Aguirrezabal       |
| 1944                                                             | Ignacio Esnaola              | Juan José Eizaguirre        | Eloy Lizazu                 |
| 1945                                                             | Ignacio Esnaola              | Ramón Garmendia             | Luis Zubizarreta            |
| 1946                                                             | Juan Cruz Ganzarain          | Ignacio Esnaola             | José María Lopategui        |
| 1947                                                             | Juan Cruz Ganzarain          | Juan José Eizaguirre        | Nicolás Galardi             |
| 1948                                                             | Francisco Expósito           | Francisco Michelena         | Ignacio Esnaola             |
| 1949                                                             | Vicente Aramburu             | Antonio Mendiburu           | Bonifacio Arrospide         |
| 1950                                                             | José Orbegozo                | Luciano Montero Rechou      | Antonio Mendiburu           |
| 1951                                                             | Antonio Mendiburu            | Joaquín Salaberría          | José María Apalategui       |
| 1952                                                             | Manuel Aizpuru               | Juan Cruz Ganzarain         | Hortensio Vidaurreta        |
| 1953                                                             | Hortensio Vidaurreta         | Óscar Elguezabal            | Jesús Galdeano              |
| 1954                                                             | Hortensio Vidaurreta         | Cosme Barrutia              | Antón Barrutia              |
| 1955                                                             | José Pérez Francés           | Emilio Cruz Díaz            | Miguel Urquizar             |
| 1956                                                             | José Michelena               | Hortensio Vidaurreta        | Miguel Vidaurreta           |
| 1957                                                             | José Michelena               | Hortensio Vidaurreta        | Fausto Iza                  |
| 1958                                                             | Facundo Zabaleta             | José Luis Talamillo         | Hortensio Vidaurreta        |
| 1959                                                             | José Luis Talamillo          | Emilio Cruz Díaz            | Jesús Galdeano              |
| 1960                                                             | Luis Goya                    | Jesús Galdeano              | Alfredo Esmatges            |
| 1961                                                             | Roberto Morales              | Julio San Emeterio          | José Segú                   |
| 1962                                                             | Sebastián Elorza             | Luis Otaño                  | Emilio Cruz Díaz            |
| 1963                                                             | Antón Barrutia               | José Antonio Momeñe         | Fernando Manzaneque         |
| 1964                                                             | José Pérez Francés           | Luis Otaño                  | Ramón Mendiburu             |
| 1965                                                             | Roberto Morales              | Carlos Echeverría           | José María Errandonea       |
| 1966                                                             | Antonio Gómez del Moral      | Ginés García Perán          | Aurelio González Puente     |
| 1967                                                             | Javier Otaola                | Juan Silloniz               | José Luis Uribezubia        |
| 1968                                                             | Gregorio San Miguel          | Vicente López Carril        | Juan Silloniz               |
| 1969                                                             | Miguel María Lasa            | José Manuel López Rodríguez | José Antonio Momeñe         |
| 1970                                                             | Patxi Gabica                 | Gabriel Mascaró             | Francisco Galdós            |
| 1971                                                             | Txomin Perurena              | Vicente López Carril        | José Manuel López Rodríguez |
| 1972                                                             | Txomin Perurena              | Agustín Tamames             | Juan Zurano                 |
| 1973                                                             | Santiago Lazcano             | Francisco Galdós            | Vicente López Carril        |
| 1974                                                             | José Pesarrodona             | Miguel María Lasa           | Antonio Menéndez González   |
| 1975                                                             | Pierre-Raymond Villemiane    | Luis Alberto Ordiales       | Félix Pérez                 |
| 1976                                                             | Txomin Perurena              | Vicente López Carril        | Miguel María Lasa           |
| 1977                                                             | Vicente López Carril         | Enrique Cima                | Manuel Esparza              |
| 1978                                                             | Miguel María Lasa            | Antonio Menéndez González   | Andrés Oliva                |
| 1979                                                             | Faustino Rupérez             | Vicente Belda               | Pedro Vilardebó             |
| 1980                                                             | Ismael Lejarreta             | José Luis Mayoz             | Jordi Fortià                |
| 1981                                                             | Marino Lejarreta             | Johan de Muynck             | Bernardo Alfonsel           |
| 1982                                                             | Faustino Rupérez             | Modesto Urrutibeazcoa       | Alfio Vandi                 |
| 1983                                                             | José Recio                   | Julián Gorospe              | Fede Etxabe                 |
| 1984                                                             | Pedro Muñoz                  | Enrique Aja                 | Antonio Coll                |
| 1985                                                             | Iñaki Gastón                 | Jokin Mujika                | Pedro Muñoz                 |
| 1986                                                             | Peter Hilse                  | Vicente Belda               | Guillermo Arenas            |
| 1987                                                             | Claude Séguy                 | Stephen Hodge               | Arsenio González            |
| 1988                                                             | Marino Lejarreta             | Jon Unzaga                  | Jokin Mujika                |
| 1989                                                             | Marino Lejarreta             | Fede Etxabe                 | Jokin Mujika                |
| 1990                                                             | Miguel Ángel Martínez Torres | Marino Lejarreta            | Fede Etxabe                 |
| 1991                                                             | Neil Stephens                | Serge Baguet                | Mikel Zarrabeitia           |
| 1992                                                             | Abraham Olano                | Antonio Martín Velasco      | Harry Lodge                 |
| 1993                                                             | Neil Stephens                | Noël Szostek                | Bo André Namtvedt           |
| 1994                                                             | Neil Stephens                | Frank Vandenbroucke         | José María Jiménez          |
| 1995                                                             | Neil Stephens                | Stefano della Santa         | Frank Vandenbroucke         |
| 1996                                                             | Aitor Garmendia              | Arsenio González            | Prudencio Induráin          |
| 1997                                                             | Laurent Lefèvre              | Frédéric Bessy              | Paco Mancebo                |
| 1998                                                             | Frank Vandenbroucke          | Gianluca Bortolami          | Mirko Celestino             |
| 1999                                                             | Laurent Jalabert             | Andréi Chmil                | Pascal Hervé                |
| 2000                                                             | Javier Otxoa                 | Patrice Halgand             | David Etxebarria            |
| 2001                                                             | David Clinger                | Rafael Díaz Justo           | Aleksandr Shefer            |
| 2002                                                             | Mikel Zarrabeitia            | Vladímir Karpets            | Óscar Pereiro               |
| 2003                                                             | Alejandro Valverde           | Antonio Colom               | Gorka Gerrikagoitia         |
| 2004                                                             | David Herrero                | Gustavo Domínguez           | David Latasa                |
| 2005                                                             | Carlos García Quesada        | Dani Moreno                 | Adolfo García Quesada       |
| 2006                                                             | Félix Cárdenas               | Alberto Rodríguez Oliver    | David Latasa                |
| 2007                                                             | Joaquim Rodríguez            | Julián Sánchez Pimienta     | José Alberto Benítez        |
| 2008                                                             | Vladímir Karpets             | Bruno Pires                 | Sergio Pardilla             |
| 2009                                                             | Jaume Rovira Pous            | Joaquim Rodríguez           | Pablo Urtasun               |
| 2010                                                             | Gorka Izagirre               | Manuel Ortega Ocaña         | Pablo Lastras               |
| 2011                                                             | Julien Simon                 | Dani Moreno                 | Pablo Lastras               |
| 2012                                                             | Gorka Izagirre               | Esteban Chaves              | Miguel Ángel Rubiano        |
| 2013                                                             | Daniel Teklehaimanot         | Ángel Madrazo               | David Arroyo                |
| 2014                                                             | Gorka Izagirre               | Luis León Sánchez           | José Herrada                |
| 2015                                                             | Ángel Madrazo                | Ion Izagirre                | Amets Txurruka              |
| 2016                                                             | Simon Yates                  | Ángel Madrazo               | Alexander Vdovin            |
| 2017                                                             | Serguéi Shílov               | Benjamín Prades             | Dmitri Strajov              |
| 2018                                                             | Robert Power                 | Simon Yates                 | Krists Neilands             |
| 2019                                                             | Rafa Valls                   | Jesús del Pino              | Juan Antonio López-Cózar    |
| 2020                                                             | Simon Carr                   | Kyle Murphy                 | Winner Anacona              |
| 2021                                                             | Luis León Sánchez            | Juan Ayuso                  | Roger Adrià                 |
| 2022                                                             | Simon Yates                  | Dion Smith                  | Xavier Cañellas             |
| 2023                                                             | Marc Hirschi                 | Ben Healy                   | Juan Ayuso                  |
| 2024                                                             | Jan Christen                 | Vincenzo Albanese           | Pau Miquel                  |
| 2025                                                             | Igor Arrieta                 | Isaac Del Toro              | António Morgado             |

## Palmarés por países
| País           | Victorias | Última victoria              |
| -------------- | --------- | ---------------------------- |
| España         | 79        | Igor Arrieta en 2025         |
| Francia        | 5         | Julien Simon en 2011         |
| Australia      | 5         | Robert Power en 2018         |
| Reino Unido    | 3         | Simon Yates en 2022          |
| Rusia          | 2         | Serguéi Shílov en 2017       |
| Suiza          | 2         | Jan Christen en 2024         |
| Alemania       | 1         | Peter Hilse en 1986          |
| Bélgica        | 1         | Frank Vandenbroucke en 1998  |
| Estados Unidos | 1         | David Clinger en 2001        |
| Colombia       | 1         | Félix Cárdenas en 2006       |
| Eritrea        | 1         | Daniel Teklehaimanot en 2013 |

## Estadísticas

### Más victorias
Hasta la edición 2025
| Ciclista             | Victorias | Años                                |
| -------------------- | --------- | ----------------------------------- |
| Ricardo Montero      | 5         | 1927, 1930, 1931, 1932, 1933 y 1935 |
| Neil Stephens        | 4         | 1991, 1993, 1994 y 1995             |
| Hortensio Vidaurreta | 3         | 1953, 1954 y 1956                   |
| Txomin Perurena      | 3         | 1971, 1972 y 1976                   |
| Marino Lejarreta     | 3         | 1981, 1988 y 1989                   |
| Gorka Izagirre       | 3         | 2010, 2012 y 2014                   |
| Federico Ezquerra    | 2         | 1938 y 1940                         |
| Martín Mancisidor    | 2         | 1941 y 1943                         |
| Ignacio Esnaola      | 2         | 1944 y 1945                         |
| Juan Cruz Ganzarain  | 2         | 1946 y 1947                         |
| José Pérez Francés   | 2         | 1955 y 1964                         |
| Roberto Morales      | 2         | 1961 y 1965                         |
| Miguel María Lasa    | 2         | 1969 y 1978                         |
| Faustino Rupérez     | 2         | 1979 y 1982                         |
| Simon Yates          | 2         | 2016 y 2022                         |

### Victorias consecutivas
- Cuatro victorias seguidas:
  -  Ricardo Montero (1930, 1931, 1932, 1933)

- Tres victorias seguidas:
  -  Neil Stephens (1993, 1994, 1995)

- Dos victorias seguidas:
  -  Ignacio Esnaola (1944, 1945)
  -  Juan Cruz Ganzarain (1946, 1947)
  -  Hortensio Vidaurreta (1953, 1954)
  -  Txomin Perurena (1971, 1972)
  -  Marino Lejarreta (1988, 1989)